# Джуич, Момчило
Момчило Джуич (сербск. Момчило P. Ђујић, 1907—1999) — воевода югославских четников во Второй мировой войне, командир Динарской четнической дивизии, православный священник.

## Биография
Родился 27 февраля 1907 в селе Ковачич вблизи Книна в семье Раде Джуича и Любицы. Старший ребёнок в семье, рос среди четырёх братьев и сестёр — братья Глишо и Бошко, сёстры Мара и Ильинка. Начальное образование получил в Книне. После этого Джуич пошёл учиться в среднюю школу в Шибенике, но вскоре оставил её и поступил в Сербскую православную семинарию в Сремски-Карловци. Получил сан священника в 1933 году, после чего его страстные проповеди принесли ему прозвище «Отец Ватра».

## Священник и антиюгославизм
После получения сана священника поселился в Стрмице, где у него родились два сына и дочь. После убийства в 1934 году Александра I Карагеоргиевича и в ожидании будущих этнических конфликтов, Джуич встретил лидера военизированных формирований и движения четников Косту Печанаца. Он стал помогать Печанацу формировать армии четников. Позже он утверждал, что «я знал, что страна не сможет существовать, потому что никто не может поместить сербов и хорватов в одном и том же мешке».

## Вторая мировая война
Через несколько недель после создания Независимого государства Хорватия, а вся остальная Югославия была разделена на германскую, итальянскую, венгерскую и болгарскую зоны оккупации, Джуич едва избежал захвата хорватскими фашистскими силами, а летом 1941 года организовал отряд четников, которые захватили у усташей Дрвар.
По состоянию на июнь 1942 года Джуич и другие лидеры четников достигли соглашения о сотрудничестве с усташами в борьбе против партизан, хотя эти отношения «характеризовались недоверием и неопределённостью». Джуич активно сотрудничал с итальянцами, с которыми он заключил договор о ненападении. В 1943 году некоторые лидеры четников приказали ему сотрудничать с немцами, добавив, что они сами не в состоянии делать это открыто «из-за общественного мнения».

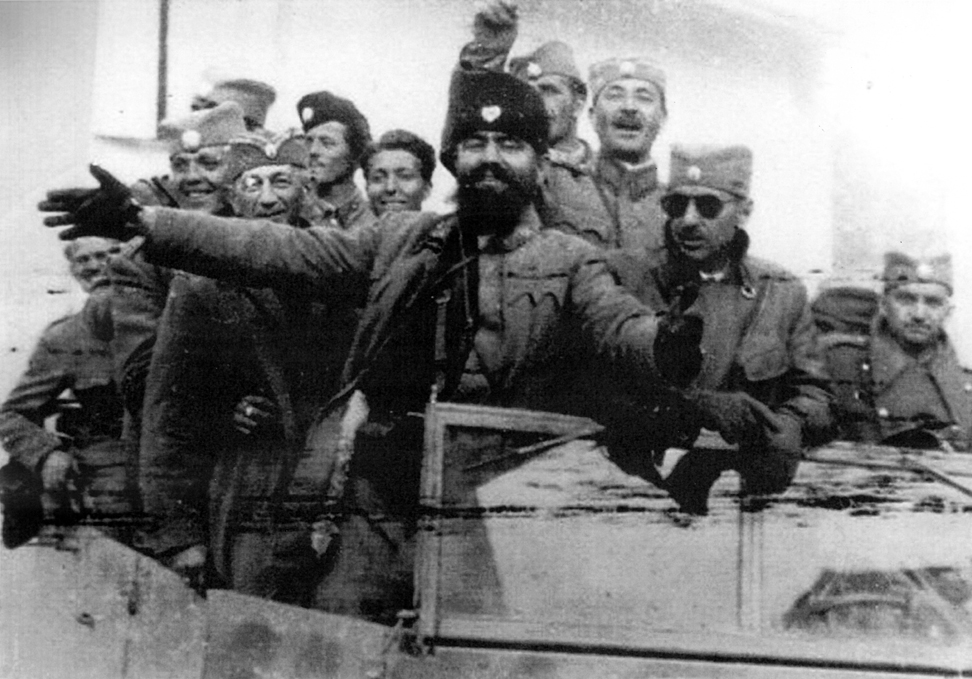
Воевода Джуич в Триесте в 1945 году

После итальянской капитуляции в сентябре 1943 года немцы стали в меньшей степени поддерживать Джуича, чем итальянцы раньше. Деятельность четников была ограничена охраной железных дорог от партизанских диверсий. В начале декабря 1944 года он снова избежал захвата, сумев уйти от партизан, несмотря на малую численность своих сил. Тито пишет, что «у нас сильная армия, но Джуич ускользнул от нас, словно рыба из рук». Момчило попросил немцев отправить свои силы в Словению. Когда был получен первоначальный отказ, Джуич призвал Димитрия Лётича на помощь. В мае 1945 года Динарская дивизия Джуича сдалась в плен западным союзникам, после чего они были доставлены на юг Италии, а оттуда в лагеря для перемещённых лиц в Германии. После проживания в Париже (1947—1949) Джуич эмигрировал в США, после чего многие из его бывших последователей эмигрировали вслед за ним.

## После войны

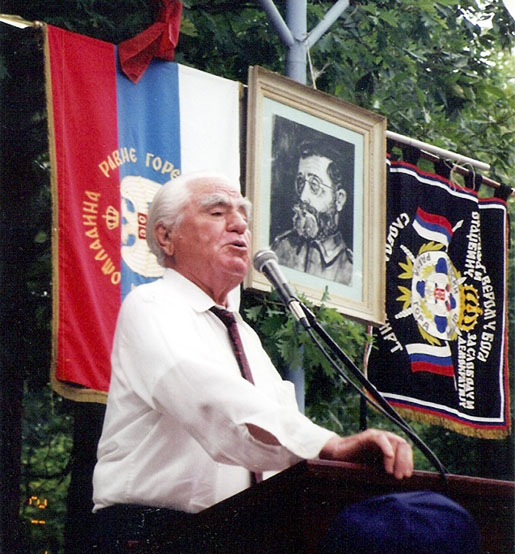
Джуич в Канаде в 1991 году

В 1947 году Джуич был приговорён к расстрелу югославским судом за преступления в Югославии, но правительство США отказалось выдавать его.
В США Джуич и его бойцы играли роль в создании движения сербских четников «Равна Гора» в эмиграции, которое выступало за свержение власти коммунистов в Югославии.
28 июня 1989 года к 600-летию битвы на Косовом поле Джуич присвоил звание воеводы Воиславу Шешелю. Позже Шешель стал лидером Сербской радикальной партии. В 1998 году Джуич снял с Шешеля титул из-за сотрудничества последнего с Социалистической партией Слободана Милошевича, заявив, что «я был наивным, когда я назначил Шешеля воеводой; я прошу, чтобы мой народ простил меня. Наибольшим могильщиком сербства является Слободан Милошевич».
Джуич спонсировал восстание хорватских сербов под руководством Милана Бабича.
Момчило Джуич умер 11 сентября 1999 года в Сан-Диего в возрасте 92 лет.